# Gyre de Beaufort

Carte présentant le gyre de Beaufort et la dérive transpolaire, les deux principaux courants de l'océan Arctique.

Le gyre de Beaufort est un gyre océanique situé dans l'océan Arctique, partiellement sous la mer de Beaufort. 